# Xã Bryant, Quận Saline, Arkansas
Xã Bryant (tiếng Anh: Bryant Township) là một xã thuộc quận Saline, tiểu bang Arkansas, Hoa Kỳ. Năm 2010, dân số của xã này là 11.878 người.